# Саут-Гілл (Нью-Йорк)
Саут-Гілл (англ. South Hill) — переписна місцевість (CDP) в США, в окрузі Томпкінс штату Нью-Йорк. Населення — 7245 осіб (2020).

## Географія
Саут-Гілл розташований за координатами 42°24′41″ пн. ш. 76°29′38″ зх. д. / 42.41139° пн. ш. 76.49389° зх. д. (42.411477, -76.493761).  За даними Бюро перепису населення США в 2010 році переписна місцевість мала площу 15,51 км², з яких 15,27 км² — суходіл та 0,24 км² — водойми.

## Демографія
Згідно з переписом 2010 року, у переписній місцевості мешкали 6673 особи в 1077 домогосподарствах у складі 523 родин. Густота населення становила 430 осіб/км².  Було 1154 помешкання (74/км²).
Расовий склад населення:
| - 87,2 % — білих - 4,3 % — азіатів - 3,4 % — чорних або афроамериканців - 0,2 % — корінних американців - 0,1 % — вихідців з тихоокеанських островів - 1,5 % — осіб інших рас |

До двох чи більше рас належало 3,3 %. Частка іспаномовних становила 4,9 % від усіх жителів.
За віковим діапазоном населення розподілялося таким чином: 6,6 % — особи молодші 18 років, 87,1 % — особи у віці 18—64 років, 6,3 % — особи у віці 65 років та старші. Медіана віку мешканця становила 20,3 року. На 100 осіб жіночої статі у переписній місцевості припадало 80,0 чоловіків;  на 100 жінок у віці від 18 років та старших — 78,6 чоловіків також старших 18 років.
Середній дохід на одне домашнє господарство  становив 82 168 доларів США (медіана — 59 688), а середній дохід на одну сім'ю — 118 756 доларів (медіана — 97 434). Медіана доходів становила 50 991 долар для чоловіків та 53 750 доларів для жінок. За межею бідності перебувало 16,1 % осіб, у тому числі 4,2 % дітей у віці до 18 років та 4,6 % осіб у віці 65 років та старших.
Цивільне працевлаштоване населення становило 2724 особи. Основні галузі зайнятості: освіта, охорона здоров'я та соціальна допомога — 50,3 %, мистецтво, розваги та відпочинок — 17,3 %, роздрібна торгівля — 9,5 %, науковці, спеціалісти, менеджери — 5,1 %.